# 脱水
脱水（英語：dehydration）在生理學上是指身體水含量不足而擾亂新陈代谢。當自由水分流失超過攝取量時就會發生這種情況，通常是由於出汗過多、健康狀況或飲水不足造成的。浸泡利尿也可能導致輕度脫水，並可能會增加潛水員出現減壓症的風險。
大多數人可以忍受體內水分總量減少 3-4%，而不會出現任何困難或對健康產生不利影響。下降5-8%就會引起疲勞和頭暈。身體整體水流失超過10%就會引起身體和精神衰退，伴隨嚴重口渴。當體內水分流失15%到25%時就會導致死亡。輕度脫水通常可以透過口服補液來解決，但嚴重的情況下可能需要靜脈輸液。
脫水會導致高鈉血症（血液中鈉離子含量高）。這與血容量減少（血容量損失，尤其是血漿損失）不同。
長期脫水會導致腎結石以及慢性腎病的發展。

## 徵兆和症狀
脫水的症狀包括口渴和神經系統變化，如頭痛、全身不適、食慾不振、噁心、尿量減少（除非多尿症是脫水的原因）、意識模糊、不明原因的疲倦、指甲發紫和癲癇。隨著全身失水量的增加，脫水症狀會變得越來越嚴重。體內失水 1-2%，即為輕度脫水，會損害認知能力。雖然對於 50 歲以上的人來說，身體的口渴感會隨著年齡的增長而減弱，但一項研究發現，年輕人和老年人的液體攝取量沒有差異。許多老年人都有脫水症狀，最常見的是疲勞。脫水亦是老年人口身體狀況較差的原因之一，尤其是在炎熱天氣等導致水分毫無意識地經表皮流失的情況下。

### 原因
脫水的風險因子包括但不限於：在炎熱潮濕的天氣中勞動、居住在高海拔地區、耐力運動、老年人、嬰兒、兒童和長期病患者。
脫水也可能是多種藥物的副作用。
對於老年人來說，對口渴的反應遲鈍或面對過多的自由水損失（尤其是高血糖相關的損失）時獲取自由水的能力不足似乎是脫水的主要原因。過量的自由水或低滲透壓水可以透過兩種方式離開人體－顯性失水，如滲透性利尿、出汗、嘔吐和腹瀉，以及不顯性失水，主要透過皮膚和呼吸道發生。在人類中，脫水可能是由多種疾病和損害體內水分平衡的狀態引起的。這些情況主要由於口渴或缺水或鈉過量而發生。
其他引致身體脫水的原因包括:
- 发热
- 腹泻、呕吐
- 高温环境（中暑）、重体力劳动、剧烈运动
- 内分泌疾病、电解质代谢异常、肾脏疾病
- 出血

## 分類
按照钠和水丢失的比例，可以分为等渗性脱水、低渗性脱水和高渗性脱水三种。
低渗性脱水，也可称为低容量性低钠血症，特点是失钠多于失水，血清钠浓度＜130mmol/L，血浆渗透压＜280mmol/L，伴有细胞外液量的减少。
高渗性脱水，又称为低容量性高钠血症，特点是失水多于失钠，血清钠浓度＞150mmol/L，血浆渗透压＞310mmol/L，细胞外液量和细胞内液量均减少。
等渗性脱水，特点是水钠成比例丢失，血容量减少，但血清钠浓度和血浆渗透压仍在正常范围。单纯性的等渗性脱水临床上较少见。

## 機制
人體含水量各不相同，新生兒體內含水量為 70-75%，肥胖成人體內含水量為 40% 甚至更低 ，建議平均值為 60%。在體內，水被分為細胞內液或細胞外液。細胞內液是指細胞內所含的水。這約佔身體水分總量的57%。細胞內液含有高濃度的鉀、鎂、磷酸鹽和蛋白質。細胞外液由細胞外的所有液體組成，包括血液和組織液。這約佔身體水分總量的43%。細胞外液中最常見的離子包括鈉、氯和碳酸氫鹽。
液體中溶解分子和離子的濃度被描述為滲透壓，以每公升滲透摩爾 (Osm/L) 為單位。當身體缺乏自由水時，溶質的濃度就會增加。這會導致更高的血清滲透壓。當血清滲透壓升高時，下丘腦的滲透壓感受器可以被偵測到。這些受體會引發抗利尿激素的釋放。抗利尿激素會透過增加腎臟的水分吸收和收縮血管來抵抗脫水。它作用於腎單位集合管細胞中的V2 受體，增加水通道蛋白的表達。在更極端的低血壓情況下，下丘腦會釋放大量抗利尿激素，這也會作用於 V1 受體。這些受體會引起週邊血管平滑肌收縮。這會增加全身血管阻力併升高血壓。

## 診斷

### 定義
當攝取的水無法補充因正常生理過程（包括呼吸、排尿、出汗）或腹瀉、嘔吐等其他原因而流失的自由水時，就會發生脫水。脫水嚴重時可能危及生命，導致癲癇或呼吸停止；如果保濕過快，還存在滲透性腦水腫的風險。
「脫水」一詞有時被錯誤地用作與血容量減少有關的單獨病症的替代，血容量減少具體指血漿量的減少。在人類中，這兩者透過獨立的機制進行調節；這種差異對於指導治療具有重要意義。

### 身體檢查
脫水的常見檢查結果包括黏膜乾燥、腋窩乾燥、毛細血管再充盈時間增加、眼睛凹陷和皮膚彈性差。更嚴重的脫水狀況會導致直立性低血壓、頭暈、虛弱和精神狀態改變。根據脫水的根本原因，也可能出現其他症狀。運動時出汗過多可能會引起肌肉痙攣。嘔吐或腹瀉導致胃腸道失水的患者也可能出現發燒或其他全身性感染症狀。
皮膚彈性測試可用於支持脫水的診斷。皮膚彈性測試是透過捏住患者身體上某個部位的皮膚（例如前臂或手背）並觀察其恢復正常位置的速度來進行的。對於皮膚彈性降低的患者（例如老年人），皮膚彈性測試未必可靠。

### 臨床測試
雖然沒有單一的黃金標準測試來診斷脫水，但可以在涉及血液和尿液的多項實驗室測試中看到證據。血清滲透壓高於 295 mOsm/kg 通常見於因自由水流失而導致的脫水。尿液分析是一種對尿液進行化學和微觀分析的測試，透過分析可以發現嚴重脫水時尿液顏色會變深或發出惡臭。尿鈉含量也能提供有關脫水類型的信息。對於低鈉性脫水，例如嘔吐或腹瀉引起的，尿鈉將低於 10 mmol/L，因為腎臟為了保存水分而增加鈉的保留。因利尿劑或腎功能不全造成鈉流失的脫水患者，尿鈉可能升高至20mmol/L以上。患者血清尿素氮和肌酸酐濃度也可能升高。這兩種分子通常由腎臟排泄，但當循環血量低時，腎臟就會受損。這會導致腎功能下降，並導致血清中尿素氮和肌酸酐升高。

## 預防
對於日常活動來說，口渴通常是保持適當水分的充分指導。最低水攝取量因體重、能量消耗、年齡、性別、體力活動、環境、飲食和遺傳等因素而異。運動、暴露於熱環境或對口渴反應降低時，可能需要補充額外的水。對於參加比賽的運動員來說，儘管體重減輕，但口渴後才喝水仍可優化運動表現和安全性，而且截至 2010 年，尚無科學研究表明在運動期間預防口渴並維持體重是有益的。
在溫暖或潮濕的天氣，或劇烈運動時，水分流失會顯著增加，因為人體出汗的能力很強，而且變化很大。在競技運動中，男性全身出汗量每小時可超過 2 公升，而在高溫下進行短時間、高強度運動時，全身出汗量則為 3-4 公升/小時。當大量的水分經由流汗流失時，電解質，特別是鈉，也會流失。
對於大多數運動員來說，運動並出汗 4-5 小時（而汗液鈉濃度低於 50 mmol/L），總鈉流失量不到身體總儲量的 10%（總儲量約為 2,500 mmol，對於一個 70 公斤的人來說為 58 克）。大多數人似乎都能很好地承受這些損失。在補液飲料中添加鈉在理論上有一些好處，而且只要這些液體是低滲透壓的（因為預防脫水的主要方法是補充自由水的損失），就不會帶來任何風險。

## 治療
一般認為，輕度脫水最有效的治療方法是喝水和減少體液流失。白開水只能恢復血漿的量，在溶質水平補充之前會抑制口渴機制。食用固體食物也有助於補充水份。據估計，美國人攝取的水量約有 22% 來自食物。隨著脫水症狀消退，尿液濃度和小便頻率將恢復正常。
在某些情況下，透過補充必要的水分和電解質（透過口服補液療法或靜脈輸液療法）來糾正脫水狀態。由於口服補液痛苦較小、非侵入性、價格低廉且更容易提供，因此它是輕度脫水的首選治療方法。用於靜脈補液的溶液可能是等滲透壓的、高滲透壓的或低滲透壓的，這取決於脫水的原因以及血液中的鈉濃度。注射純淨水至靜脈會導致紅血球的分解（溶解）。
當無法取得淡水時（例如在海上或沙漠中），海水或酒精濃度較高的飲料會加劇脫水情況。尿液中溶質的濃度比海水低；這需要腎臟產生更多的尿液來去除多餘的鹽分，導致流失的水分比從海水中吸收的水分還要多。如果病人脫水並被送往醫療機構，也可以使用靜脈注射。
對於嚴重脫水病例，出現昏厥、昏迷或其他嚴重抑制症狀（患者無法直立或清晰思考），需要緊急治療。口服或靜脈注射含有適當平衡的替代電解質的液體，並持續評估電解質狀態；除最極端的情況外，嚴重脫水的症狀通常可以完全解決。

## 預後
脫水的預後取決於脫水的原因和程度。輕度脫水通常可以透過口服補液來解決。慢性脫水，例如因體力勞動或口渴減少而引起的脫水，可能導致慢性腎臟病。脫水的老人出現精神錯亂、泌尿道感染、跌倒，甚至傷口癒合延遲的風險更高。對於輕度至中度脫水的兒童，口服補液足以使其完全康復。

## 外部連結
- 夏日喝太多水 恐「中毒」致命
- Definition of dehydration by the U.S. National Institutes of Health's MedlinePlus medical encyclopedia （页面存档备份，存于）
- Rehydration Project at rehydrate.org （页面存档备份，存于）
- Steiner, MJ; DeWalt, DA; Byerley JS（英语：Julie Story Byerley）. . JAMA: the Journal of the American Medical Association. Jun 9, 2004, 291 (22): 2746–54. PMID 15187057. doi:10.1001/jama.291.22.2746.